# Angostura (Sinaloa)
Angostura (Sinaloa) é um município do estado de Sinaloa, no México.